# Janoušov
Obec Janoušov (v místním nářečí Janóšov, německy Janauschendorf) se nachází v okrese Šumperk v Olomouckém kraji.
Žije zde 53 obyvatel (v roce 2012 zde žilo 51 obyvatel, v roce 2006 o pět méně). Janoušov se tak řadí mezi obce v Česku s nejnižším počtem obyvatel. Ještě v roce 1971 přitom obec měla více než dvojnásobný počet obyvatel – žilo jich zde 110.

## Historie
První písemná zmínka o obci pochází z roku 1397.
Vesnice byla samostatná do roku 1976, tehdy byla připojena k Bušínu, ale v roce 1990 se opět osamostatnila. Na obecní pečeti z roku 1736 byla zobrazena kolmo postavená radlice. V roce 1890 žilo v 65 domech 372 obyvatel ve směs české národnosti. Do roku 1930 se jejich počet snížil na 325 a poválečné změny způsobily v roce 1950 pokles dokonce na 155 obyvatel v 76 domech. V roce 1991 žilo v 25 trvale obydlených rodinných domech již 66 obyvatel. Většina stavení slouží k příležitostné individuální rekreaci a v obci je rovněž rekreační středisko olomouckého podniku NEALKO, které je nyní v soukromém vlastnictví s možností ubytování.

## Pamětihodnosti
- Socha sv. Jana Nepomuckého
- Kaple sv. Anny z r. 1882